# Opalonki
Opalonki este o arie protejată (sit de importanță comunitară — SCI) din Polonia întinsă pe o suprafață de 2,42 ha, integral pe uscat.

## Localizare
Centrul sitului Opalonki este situat la coordonatele 50°21′01″N 20°10′34″E / 50.3502°N 20.1762°E.

## Înființare
Situl Opalonki a fost declarat sit de importanță comunitară în octombrie 2009 pentru a proteja 1 specie de plante.

## Biodiversitate
Situată în ecoregiunea continentală, aria protejată conține 2 habitate naturale: Pajiști uscate seminaturale și facies de acoperire cu tufișuri pe substraturi calcaroase (Festuco-Brometalia) (* situri importante pentru orhidee), Păduri de stejar și carpen Galio-Carpinetum.
La baza desemnării sitului se află o specie protejată de  plante: papucul doamnei (Cypripedium calceolus).